# Uganda en los Juegos Olímpicos de la Juventud 2018
Uganda compitió en los Juegos Olímpicos de la Juventud 2018 en Buenos Aires, Argentina, celebrados entre el 6 y el 18 de octubre de 2018. Su delegación estuvo conformada por cinco atletas en tres disciplinas y obtuvo una medalla dorada y una de bronce en los juegos.

## Medallero
| Medalla       | Oro | Plata | Bronce | Total |
| ------------- | --- | ----- | ------ | ----- |
| Total oficial | 1   | 0     | 1      | 2     |

## Disciplinas

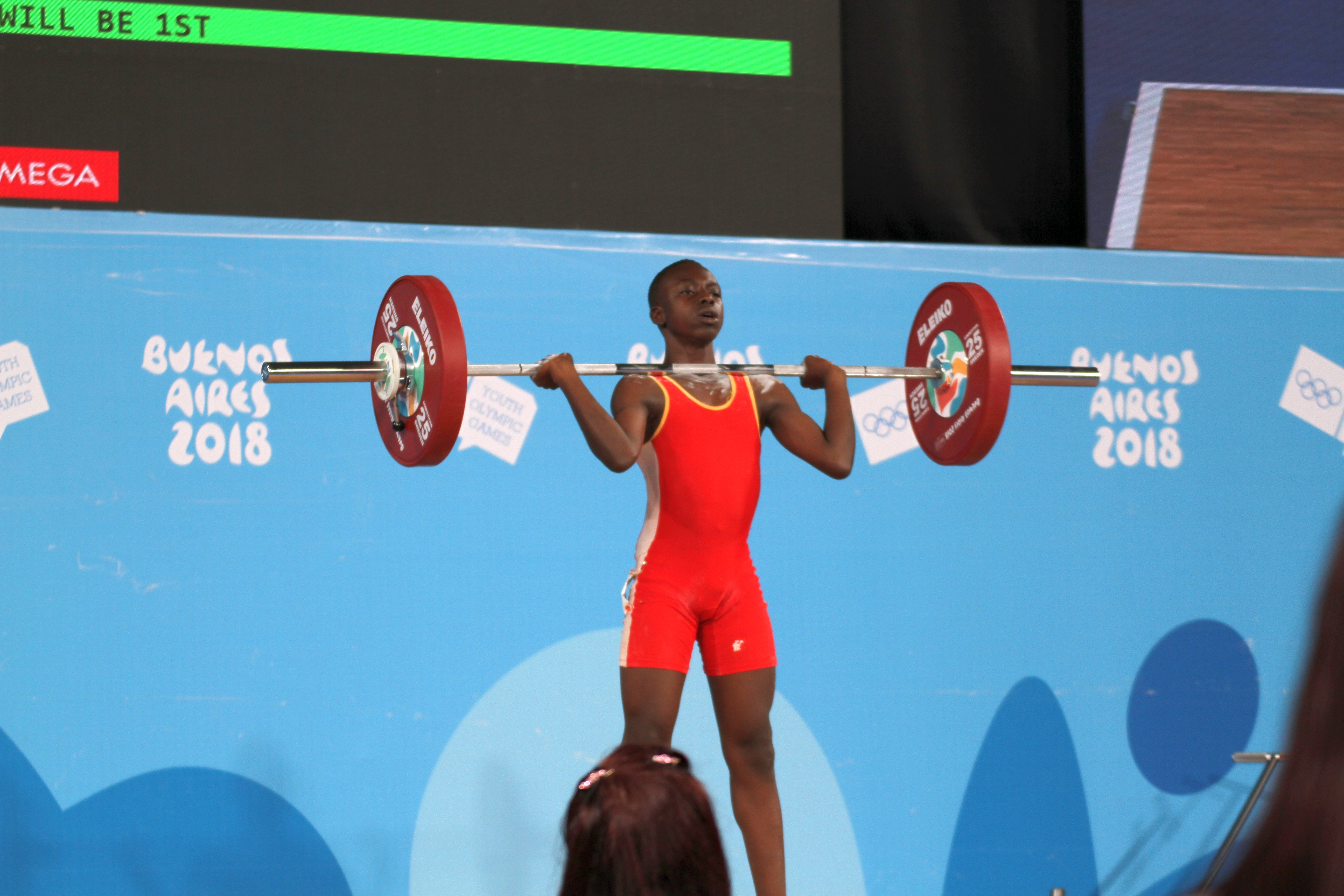
Hamdan Lutaaya Sserwanga

### Remo
Uganda recibió un cupo para competir en remo por el comité tripartito.
- Individual femenino - 1 atleta

### Levantamiento de peso
Uganda recibió un cupo del comité tripartito para competir en levantamiento de pesas.
- Eventos masculinos - 1 plaza